# Татарка (притока Самари)
Татарка — річка в Україні, ліва притока Самари, яка впадає у озеро Самарська Затока і Великий лиман. Джерела північніше міста Синельникове.
Відстань від гирла Самари до місця впливу Татарки — 17 км. Похил річки 1,4 м/км.

## Притоки

### Праві
- Кам'януватка (біля села Кам'януватка)

### Ліві
- балка Ткачева
- Лозувата (село Ягідне)
  - балка Широка
  - балка Березнювата
- балка Чернеча
  - балка Осипова

## Поселення над Татаркою
Над Татаркою лежать великі села: Вільне, Кислянка, Соколове, Новоселівка, Олександрівка.